# Puente Castells
El puente Castells es un puente ubicado sobre el arroyo de las Víboras, en las cercanías de la ciudad de Carmelo, Uruguay. Es el puente más antiguo de Uruguay todavía en uso.

## Reseña histórica
En 1854 el gobierno uruguayo otorgó una concesión a la Sociedad Progreso Oriental, presidida por Jaime Castells, para la construcción de un puente sobre el Arroyo de las Víboras que facilitase la comunicación entre las localidades de Nueva Palmira y Carmelo. La concesión otorgaba también el derecho de portazgo durante 30 años para la sociedad constructora, y luego de ese período el puente pasaría a ser propiedad del estado. El puente fue construido cerca de un molino harinero existente, propiedad de la misma sociedad concesionaria.

## Características técnicas
Está constituido por cinco arcos de piedra.

## Actualidad
Es un monumento histórico nacional y forma parte de la traza de la ruta 21. Existen proyectos para la construcción de rutas alternativas para el tránsito pesado, dejando el puente para tránsito liviano exclusivamente.